# Barbara Fugger

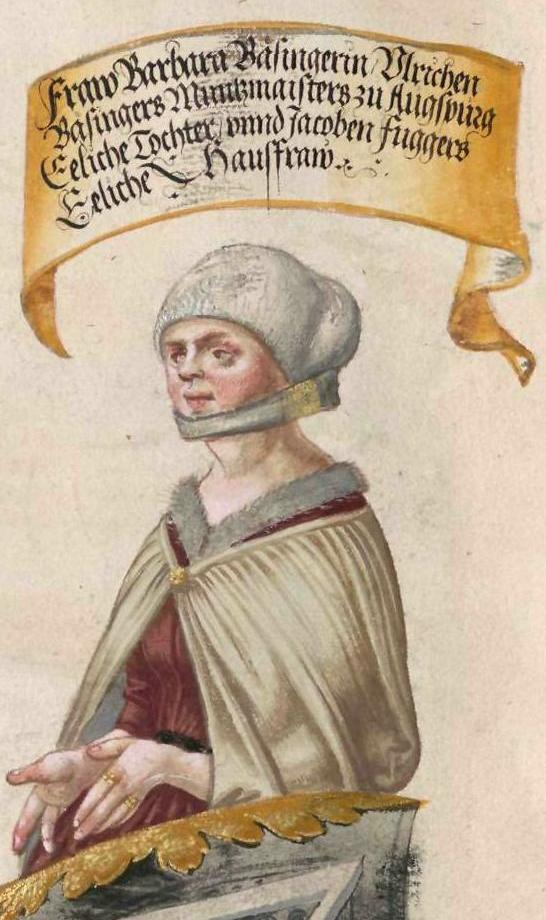
Bild von Barbara Fugger

Barbara Fugger (* 4. Mai 1419 in Augsburg; † 23. Juli 1497 ebenda), geborene Bäsinger, war die Frau Jakob Fuggers des Älteren, die nach seinem Tod das Familiengeschäft für dessen Söhne verwaltete.

## Leben
Barbara Bäsinger war die Tochter des Goldschmieds und Münzmeisters Franz Bäsinger und dessen Frau Dorothea Seidenschwanz. Nach langem Werben heiratete Jakob Fugger sie am 13. April 1441. Dadurch wurden Fuggers gesellschaftliche Stellung und Geschäftskontakte deutlich verbessert, jedoch geriet Franz Bäsinger später in eine Schuldensituation und musste auswandern. Als Münzmeister in Tirol konnte Bäsinger der Familie seiner Tochter später noch Anteile an Silbergruben vermitteln.
Nach dem Tod ihres Mannes 1469 führte Barbara Fugger gemeinschaftlich mit den Söhnen die Familiengeschäfte weiter und konnte das Vermögen ihres Mannes bis zu ihrem Tod auf über 23.000 Gulden (auch  Florin genannt) vermehren. Die Söhne, deren Hauptaufgabe zunächst im Reisen und Knüpfen neuer Kontakte bestand, waren wesentlich am Geschäft beteiligt. Sie verfügten, etwa im Jahr 1492, unabhängig vom Vermögen ihrer Mutter über jeweils zwischen 11.000 und 16.000 Florin. Erst nach ihrem Tode 1497 erlangten die Fugger-Brüder die vollständige Verfügungsgewalt über das Familienvermögen. Aus dem um 1540 verfassten Ehrenbuch der Familie blieb Barbara Fugger dennoch ausgeschlossen.

## Nachkommen
Aus ihrer Ehe mit Jakob Fugger d. Ä. gingen elf oder zwölf Kinder hervor, von denen eins bzw. zwei im Kindesalter und drei Söhne als junge Erwachsene starben:
- Ulrich Fugger (1441–1510), Kaufmann, ⚭ Veronika Lauginger
- Andreas Fugger (1443–1461), Kaufmann
- Anna Fugger (1444–1485), ⚭ Hektor Mülich
- Johann/Hans Fugger (1445–1461), Kaufmann
- Markus Fugger (1448–1478), Domherr in Augsburg
- Peter Fugger (1450–1473), Kaufmann
- Georg Fugger (1453–1506), Kaufmann, ⚭ Regina Imhoff
- Barbara Fugger (1455–1533), ⚭ Konrad Meuting
- Walburga Fugger (1457–1500), ⚭ Wilhelm Rehm
- Jakob Fugger (1459–1525), Kaufmann, ⚭ Sibylla Artzt
- Ursula Fugger (1461–1462)
- Bartholomäus Fugger (1465)